# Скупска малка раннохристиянска базилика
Скупската малка раннохристиянска базилика или Базилика I (на македонска литературна норма: Скупска мала ранохристијанска базилика) е раннохристиянска православна базилика, чиито руини са открити в античния град Скупи, край Скопие, Северна Македония.

## Местоположение
Базиликата е разположена в подножието на Зайчев рид, южно от Скупския театър.

## Описание
Поради стръмността на терена планът е разработен като триетажна тераса. Базиликата е трикорабна с нартекс и баптистерий. Вътрешното пространство е разделено с колонади с колони, свързани с арки. Базиликата е в процес на изграждане по време на катастрофалното земетресение от 518 година и баптистерият остава незавършен, а мозаечният под дори не е започнат.